# Аринин, Александр Николаевич
Алекса́ндр Никола́евич Ари́нин (род. 19 ноября 1955, УССР, СССР) — советский и российский государственный и политический деятель, историк и политолог. Кандидат исторических наук, доктор политических наук, доцент, член-корреспондент Академии педагогических и социальных наук. Депутат Государственной Думы ФС РФ I и II созыва.

## Биография
Окончил исторический факультет Башкирского государственного университета (ныне Уфимский университет науки и технологий) и аспирантуру Ленинградского государственного университета
В 1979—1983 годах — стажёр-исследователь, аспирант ЛГУ;
В 1983 году защитил диссертацию на соискание учёной степени кандидата исторических наук по теме «Промышленные рабочие Башкирии в годы девятой пятилетки, 1971—1975 гг.» (специальность 07.00.02 — История СССР)
В 1983—1989 годах — ассистент, старший преподаватель, доцент, заведующий кафедрой истории СССР советского периода Башкирского государственного университета (ныне Уфимский университет науки и технологий).
В 1991—1993 годах — заведующий кафедрой истории Отечества и культуры Уфимского технологического института сервиса Государственной академии сферы быта и услуг.
В 1999 году защитил диссертацию на соискание учёной степени доктора политических наук по теме «Российский федерализм: состояние, проблемы и перспективы развития» (специальность 22.00.05 — политическая социология)
Автор более 50 опубликованных научных работ, в том числе 4 монографий по проблемам развития российской государственности, геополитическим, этнополитическим, экономическим, социальным и философским проблемам России в XX веке.
Женат, имеет сына.

### Политическая деятельность
В 1989—1991 — заведующий сектором межнациональных отношений и зарубежных связей Республиканского комитета КПСС Башкирской АССР.
В начале 90-х годов А. Аринин стал организатором и лидером республиканского общественного объединения «Русь», которое ставило своей задачей укрепление федерализма и защиту интересов русского населения Башкортостана. Выступал против политики «башкиризации» государственных властных структур и органов управления народным хозяйством республики, проводившейся президентом М. Г. Рахимовым.
В 1993 и 1995 годах избирался депутатом Государственной Думы по одномандатному округу в г. Уфе; в Государственной Думе первого созыва был членом фракции ПРЕС, членом Комитета по делам Федерации и региональной политике, в Государственной Думе второго созыва — членом фракции «Наш дом — Россия», председателем подкомитета по организации системы государственной власти в РФ Комитета Государственной Думы по делам Федерации и региональной политике.
Будучи членом партии, лидером которой был Виктор Черномырдин, в 1998 году Аринин голосовал против его назначения на пост премьер-министра, после чего был исключён из фракции в Государственной думе, на повторном внесении этого вопроса вновь голосовал против.

## Научные труды

### Монографии
- Аринин А. Н., Михеев В. М. Прошлое. Настоящее. Будущее: (Историко-философская мысль России XIX—XX вв.) / Рос. акад. гос. службы при Президенте Рос. Федерации. — М. : ТОО «Интелтех», 1995. — 208 с. (Мыслители России) ISBN 5-86371-052-7
- Аринин А. Н., Михеев В. М. Самобытные идеи Н. Я. Данилевского / Рос. акад. гос. службы при Президенте Рос. Федерации, О-во «Знание» России. — М.: Изд-во ТОО «ИнтелТех», 1996. — 479 с. ISBN 5-86371-055-1
- Аринин А. Н., Марченко Г. В. Уроки и проблемы становления российского федерализма. — М.: Интелтех, 1999. — 233 с. ISBN 5-86371-068-4
- Аринин А. Н. Российский федерализм: истоки, проблемы и перспективы развития. — М., 1999. — 335 с. ISBN 5-244-00846-3
- Аринин А. Н. К новой стратегии развития России. Федерализм и гражданское общество: Идейно-теоретические, политические и правовые аспекты / Ин-т федерализма и гражд. о-ва. — М.: Соверо-Принт, 2000. — 283 с. ISBN 5-900939-24-3
- Аринин А. Н. Новый курс развития Республики Башкортостан: Человек. Общество. Власть. — М.: РОССПЭН, 2003. — 95 с. с. ISBN 5-8243-0465-3 : 5000
- Аринин А. Н., Коваль Б. И., Коваль Т. Б. Личность и общество: Духовно-нравственный потенциал / Науч. совет по исслед. соврем. цивилизац. процессов (РАН). Ин-т федерализма и гражд. о-ва. — М.: Соверо-Принт, 2003. — 367 с. ISBN 5-900939-37-5

### Брошюры
- Аринин А. Н. Российская государственность и проблемы федерализма. — М.: Ин-т этнологии и антропологии, 1997. — 46 с. (Исследования по прикладной и неотложной этнологии / Рос. акад. наук, Ин-т этнологии и антропологии; № 105).
- Аринин А. Н. Российский федерализм и гражданское общество : К парламентским слушаниям. — М.: Государственная Дума, 1999. — 56 с.

### Научная редакция
- Федерализм власти и власть федерализма: Сборник статей / Гос. Дума Рос. Федерации, Федер. Собр. Рос. Федерации, Ком. Гос. Думы по делам Федерации и регион. политике и др.; Авт. и сост. А. И. Аринин и др.; Отв. ред. М. Н. Губогло. — М.: ТОО «ИнтелТех», 1997. — 878 с. ISBN 5-86371-064-0
- Права и свободы человека в программных документах основных политических партий и объединений России. XX век / Ин-т федерализма и гражд. о-ва; Под ред. А. Н. Аринина (отв. ред.) и др. — М.: РОССПЭН, 2002. — 495 с. ISBN 5-8243-0314-2
- Государственная Дума России, 1906-2006: энциклопедия: в 2 т / Гос. Дума Федер. собр. Рос. Федерации, Ин-т обществ. мысли, Ин-т федерализма и гражд. о-ва, Рос. гос. ист. архив, Фонд изучения наследия П. А. Столыпина; науч. ред.: Б. Ю. Иванов, А. А. Комзолова, И. С. Ряховска. — М.: РОССПЭН, 2006. — Т. Т. 2: Государственная Дума Российской Федерации, 1993 — 2006 / редкол.: А. Н. Аринин, А. С. Косопкин (отв. редакторы) и др.. — 1015 с. — ISBN 5-8243-0739-3.

## Публицистика
- Аринин А. Н. Вера в Россию: Статьи. Выступления. Интервью. — М. : ТОО «ИнтелТех» : Ин-т регион. проблем, 1997. — 346 с. ISBN 5-86371-062-4